# 九手神社
九手神社（くてじんじゃ）は、京都府船井郡京丹波町にある神社。

## 祭神
- 大山咋命 （おおやまくいのみこと）

## 歴史
豊田地頭藤原定氏が京都の松尾大社より勧請した。長元2年（1029年）9月31日に社殿が造営される。
明応7年（1498年）3月3日再建される。これが現在の本殿である。
天正10年（1582年）8月17日松尾大社の神輿を受納した。
安政4年（1857年）3月御室御所が九手大明神の御染筆の鳥居額を納め、5月菊御紋章付き釣提燈1対を寄付した。
明治6年（1873年）村社に列せられた。
大正10年（1921年）4月30日、当時の古社寺保存法に基づき、特別保護建造物（現行法の重要文化財に相当）に指定された。

## 境内
境内のアラカシは、平成16年3月5日、京都の自然200選に指定され、平成22年2月5日、京丹波町指定天然記念物に指定された。

## 文化財

### 重要文化財（国指定）
- 本殿[1]

## 現地情報
- 神社の南約4町には九手大明神一の鳥居跡があり、鳥居野という地名が残っている。

交通アクセス
- 園部駅（山陰本線）から、中京交通で「九手神社前」バス停下車